# 連恩·懷斯曼
連恩·雷恩·懷斯曼 （英語：Len Ryan Wiseman，1973年3月4日—），美國導演、監製以及劇作家。代表作為《決戰異世界系列電影》。

## 生平

### 導演生涯
懷斯曼最初演出的電影為《星際之門》以及《ID4星際終結者》，他在電影的演出也讓人注意到他的演出特色以及道具工作頃向。之後因為它獨特的直覺系拍攝風格，拍攝了PS的遊戲廣告以及音樂團體的MV，也因此懷斯曼還會被拿來與麥可·貝比較。
懷斯曼執導的電影《終極警探4.0》於2007年推出，其評價和票房皆為正面。後來，在2012年電影《決戰異世界：未來復甦》推出後，他的下一部作品為《魔鬼總動員》的重拍版本《攔截記憶碼》，同於2012年上映。但《攔截記憶碼》的反響並不佳。
而懷斯曼也於2016年開播的電視劇《路西法》中擔任执行制作，此外他亦執導了該劇的試播集。

### 家庭
懷斯曼與《決戰異世界》已婚女主角凱特·貝琴薩產生出感情，並且於2004年5月9日結婚。2015年11月20日，兩人宣布分離；2019年正式離婚。

## 作品列表

### 電視劇
- 2010：《檀島警騎2.0》（Hawaii Five-0）-導演（試播集），執行製片人（1集）
- 2013-2017：《沉睡谷》（Sleepy Hollow）-導演（試播集），執行製片人（37集），創作者（49集），故事（1集）
- 2016：《路西法》（Lucifer）-導演（試播集），執行製片人（18集）
- 2017：《全境通告》（APB）-導演（試播集），執行製片人（1集）
- 2017：《變種天賦》（The Gifted）-導演（1集），執行製片人（3集）

### 電影
- 1994：《星際奇兵》（Stargate）-業務助理
- 1996：《ID4星際終結者》（Independence Day）-業務助理
- 1997：《MIB星際戰警》（Men in Black）-業務助理（未掛名）
- 1998：《酷斯拉》（Godzilla）-業務助理
- 2003：《決戰異世界》（Underworld）-導演，監製，故事，角色創作
- 2006：《決戰異世界：進化時代》（Underworld: Evolution）-導演，監製，故事，角色創作
- 2007：《終極警探4.0》（Live Free or Die Hard）-導演，監製
- 2009：《決戰異世界前傳：鬼哭狼嚎》（Underworld: Rise of the Lycans）-監製，故事，角色創作
- 2012：《決戰異世界：未來復甦》（Underworld: Awakening）-導演，故事，角色創作
- 2012：《攔截記憶碼》（Total Recall）-導演，監製
- 2016：《決戰異世界：弒血之戰》（Underworld: Blood Wars）-監製，角色創作
- 2025：《捍衛任務：復仇芭蕾》（Ballerina）-導演

## 外部連結
- 連恩·懷斯曼在互联网电影资料库（IMDb）上的資料（英文）